# Аристарх Самосский
Ариста́рх Само́сский (др.-греч. Ἀρίσταρχος ὁ Σάμιος; ок. 310 до н. э., Самос — ок. 230 до н. э.) — древнегреческий астроном, математик и философ III века до н. э., впервые в истории науки предложивший гелиоцентрическую теорию мироздания и разработавший научный метод определения расстояний до Солнца и Луны а также их размеров.

## Биографические сведения
Сведения о жизни Аристарха, как и большинства других астрономов античности, крайне скудны. Известно, что он родился на острове Самос. Годы жизни точно неизвестны; период ок. 310 до н. э. — ок. 230 до н. э., обычно указываемый в литературе, устанавливается на основании косвенных данных. По свидетельству Птолемея, в 280 году до н. э. Аристарх произвёл наблюдение солнцестояния; это является единственной надёжной датой в его биографии. Учителем Аристарха был выдающийся философ, представитель перипатетической школы Стратон из Лампсака. Можно предположить, что в течение значительного времени Аристарх работал в Александрии — научном центре эллинизма. Вследствие выдвижения гелиоцентрической системы мира был обвинён в безбожии и неблагочестии со стороны поэта и философа Клеанфа, однако последствия этого обвинения неизвестны.

## Работы

### «О величинах и расстояниях Солнца и Луны»
Из всех сочинений Аристарха Самосского до нас дошло только одно, «О величинах и расстояниях Солнца и Луны», где он впервые в истории науки пытается установить расстояния до этих небесных тел и их размеры. Древнегреческие учёные предшествующей эпохи неоднократно высказывались на эти темы: так, Анаксагор из Клазомен считал, что Солнце по размерам больше Пелопоннеса. Но все эти суждения не имели под собой какого-либо научного обоснования: расстояния и размеры Солнца и Луны не вычислялись на основании каких-либо астрономических наблюдений, а просто измышлялись. В отличие от них, Аристарх использовал научный метод, основанный на наблюдении лунных затмений и лунных фаз.
В 270 г. до н. э. Аристарх Самосский вычислил расстояние до Луны по продолжительности лунного затмения. Его логика была такой: максимальная длительность лунного затмения (при прохождении Луны через центр земной тени) составляет 3,5 часа (t, длительность частных фаз), за это время Луна проходит земную тень, диаметр которой равен диаметру Земли (2r, где r — радиус Земли), а один оборот Луна делает вокруг Земли за 27,3 суток (T) по периметру орбиты 2πR, где R — расстояние от Земли до Луны. Аристарх принимал скорость движения Луны по своей орбите постоянной (одинаковой во всех её точках). Таким образом он получал уравнение 2r/t = 2πR/T и далее: R/r = T/πt = 27,3/(3,14*0,146) = 59,6. Это число очень близко согласуется с современными знаниями. В расчётах Аристарха использовалось упрощение, что тень Земли не конус, а цилиндр, как будто бы Солнце является точечным источником света, в реальности диаметр земной тени на орбите Луны на 25 % меньше размера нашей планеты.
Для определения расстояния до Солнца Аристарх сделал предположения, что Луна имеет форму шара и заимствует свет от Солнца. Следовательно, если Луна находится в квадратуре, то есть выглядит рассечённой пополам, то угол Земля — Луна — Солнце является прямым. Теперь достаточно измерить угол между Луной и Солнцем α и, «решая» прямоугольный треугольник, установить отношение расстояний от Земли до Луны {\displaystyle r_{M}} и от Луны до Солнца {\displaystyle r_{S}}: {\displaystyle {\text{tg}}\,\alpha =r_{M}/r_{S}}. По измерениям Аристарха, α = 87°, отсюда получаем, что Солнце примерно в 19 раз дальше, чем Луна. Правда, во времена Аристарха ещё не было тригонометрических функций (собственно, он сам в том же самом сочинении «О величинах и расстояниях Солнца и Луны» закладывал основы тригонометрии). Поэтому для вычисления этого расстояния ему приходилось использовать довольно сложные выкладки, подробно описанные в упомянутом трактате.
Далее Аристарх привлёк некоторые сведения о солнечных затмениях: чётко представляя себе, что они происходят тогда, когда Луна загораживает от нас Солнце, Аристарх указал, что угловые размеры обоих светил на небе примерно одинаковы. Следовательно, Солнце во столько же раз больше Луны, во сколько раз дальше, то есть (по данным Аристарха), отношение радиусов Солнца и Луны примерно составляет 20.
Следующим шагом было измерение отношения размеров Солнца и Луны к размеру Земли. На этот раз Аристарх привлекает анализ лунных затмений. Причина затмений ему совершенно ясна: они происходят тогда, когда Луна попадает в конус земной тени. По его оценкам, в районе лунной орбиты ширина этого конуса в 2 раза больше диаметра Луны. Зная это значение, Аристарх с помощью довольно остроумных построений и выведенного ранее отношения размеров Солнца и Луны заключает, что отношение радиусов Солнца и Земли составляет больше чем 19 к 3, но меньше, чем 43 к 6. Был оценён также радиус Луны: по Аристарху, он примерно в три раза меньше радиуса Земли, что не так уж и далеко от правильного значения (0,273 радиуса Земли).
Расстояние до Солнца Аристарх недооценил примерно в 20 раз. Причина ошибки заключалась в том, что момент лунной квадратуры может быть установлен только с очень большой неопределённостью, которая ведёт к неопределённости значения угла α и, следовательно, к неопределённости расстояния до Солнца. Таким образом, метод Аристарха был достаточно несовершенным, неустойчивым к ошибкам. Но это был единственный метод, доступный в древности.
Вопреки названию своего труда, Аристарх не вычисляет расстояние до Луны и Солнца, хотя он, конечно, легко мог бы это сделать, зная их угловые и линейные размеры. В трактате указано, что угловой диаметр Луны составляет 1/15 часть знака зодиака, то есть 2°, что в 4 раза больше истинного значения. Отсюда следует, что расстояние до Луны составляет примерно 19 радиусов Земли. Любопытно, что Архимед в своём труде «Исчисление песчинок» («Псаммит») отмечает, что именно Аристарх впервые получил правильное значение 1/2°. В связи с этим современный историк науки Деннис Роулинз (Dennis Rawlins) полагает автором трактата «О величинах и расстояниях Солнца и Луны» не самого Аристарха, но одного из его последователей, и значение 1/15 часть зодиака возникшим по ошибке этого ученика, неправильно переписавшего соответствующее значение из оригинального сочинения своего учителя. Если произвести соответствующие вычисления со значением 1/2°, получаем значение расстояния до Луны примерно в 80 радиусов Земли, что больше правильного значения примерно на 20 радиусов Земли. Это в конечном итоге связано с тем, что аристархова оценка ширины земной тени в районе лунной орбиты (в 2 раза больше диаметра Луны) является недооценённой. Правильное значение составляет примерно 2,6. Эта величина была использована полтора столетия спустя Гиппархом Никейским (и, возможно, младшим современником Аристарха Архимедом), благодаря чему было установлено, что расстояние до Луны составляет около 60 радиусов Земли, в согласии с современными оценками.
Историческое значение труда Аристарха огромно: именно с него начинается наступление астрономов на «третью координату», в ходе которого были установлены масштабы Солнечной системы, Млечного Пути, Вселенной.

### Первая гелиоцентрическая система мира
Аристарх впервые (во всяком случае, публично) высказал гипотезу, что все планеты вращаются вокруг Солнца, причём Земля является одной из них, совершая оборот вокруг дневного светила за один год, вращаясь при этом вокруг оси с периодом в одни сутки (гелиоцентрическая система мира). Сочинения самого Аристарха на эту тему не дошли до нас, но мы знаем о них из трудов других авторов: Аэция (псевдо-Плутарха), Плутарха, Секста Эмпирика и, самое главное, Архимеда. Так, Плутарх в своём сочинении «О лике видимом на диске Луны» отмечает, что
сей муж [Аристарх Самосский] пытался объяснять небесные явления предположением, что небо неподвижно, а земля движется по наклонной окружности [эклиптике], вращаясь вместе с тем вокруг своей оси.
А вот что пишет в своём сочинении «Исчисление песчинок» («Псаммит») Архимед:
Аристарх Самосский в своих «Предположениях»… полагает, что неподвижные звёзды и Солнце не меняют своего места в пространстве, что Земля движется по окружности вокруг Солнца, находящегося в её центре, и что центр сферы неподвижных звёзд совпадает с центром Солнца.
Причины, заставившие Аристарха выдвинуть гелиоцентрическую систему, неясны. Возможно, установив, что Солнце гораздо больше Земли, Аристарх пришёл к выводу, что неразумно считать большее тело (Солнце) движущимся вокруг меньшего (Земли), как считали его великие предшественники Евдокс Книдский, Каллипп и Аристотель. Неясно также, насколько подробно им и его учениками была обоснована гелиоцентрическая гипотеза; в частности, объяснял ли он с её помощью попятные движения планет. Впрочем, благодаря Архимеду мы знаем об одном важнейшем выводе Аристарха:
Размер этой сферы [сферы неподвижных звёзд] таков, что окружность, описываемая, по его предположению, Землёй, находится к расстоянию неподвижных звёзд в таком же отношении, в каком центр шара находится к его поверхности.
Таким образом, Аристарх сделал вывод, что из его теории следует огромная удалённость звёзд (очевидно, по причине ненаблюдаемости их годичных параллаксов). Сам по себе этот вывод необходимо признать ещё одним выдающимся достижением Аристарха Самосского.
Трудно сказать, насколько широко были распространены эти взгляды. Ряд авторов (в их числе Птолемей в «Альмагесте») упоминают школу Аристарха, не приводя, правда, никаких подробностей. Среди последователей Аристарха Плутарх указывает вавилонянина Селевка. Некоторые историки астрономии приводят свидетельства о широком распространении гелиоцентризма среди древнегреческих учёных, однако большинство исследователей не разделяют это мнение.
Причины, по которым гелиоцентризм так и не стал базисом для дальнейшего развития древнегреческой науки, до конца не ясны. По свидетельству Плутарха, «Клеанф полагал, что греки должны привлечь [Аристарха Самосского] к суду за то, что он будто двигает с места Очаг мира», имея в виду Землю; Диоген Лаэрций указывает среди сочинений Клеанфа книгу «Против Аристарха». Этот Клеанф был философом-стоиком, представителем религиозного направления античной философии. Последовали ли власти призыву Клеанфа, неясно, однако образованным грекам были известны судьбы Анаксагора и Сократа, подвергшихся гонениям в значительной мере по религиозным основаниям: Анаксагора изгнали из Афин, Сократ был вынужден выпить яд. Поэтому обвинения того рода, что были предъявлены Клеанфом Аристарху, отнюдь не были пустым звуком, и астрономы и физики, даже если и были сторонниками гелиоцентризма, старались воздерживаться от публичного обнародования своих взглядов, что и могло привести к их забвению.
Гелиоцентрическая система получила развитие лишь по прошествии почти 1800 лет в трудах Коперника и его последователей. В рукописи своей книги «О вращениях небесных сфер» Коперник упоминал об Аристархе как о стороннике «подвижности Земли», но в окончательной редакции книги эта ссылка исчезла. Знал ли Коперник в период создания своей теории о гелиоцентрической системе древнегреческого астронома, остаётся неизвестным. Приоритет Аристарха в создании гелиоцентрической системы признавали коперниканцы Галилей и Кеплер.

### Работа по усовершенствованию календаря
Аристарх оказал существенное влияние на развитие календаря. Писатель III века н. э. Цензорин указывает, что Аристарх определил продолжительность года в {\displaystyle 365+(1/4)+(1/1623)} дней.
Кроме того, Аристарх ввёл в употребление календарный промежуток продолжительностью в 2434 года. Ряд историков указывают, что этот промежуток был производным в два раза большего периода, 4868 лет, так называемый «Великий Год Аристарха». Если принять продолжительность года, лежащего в основе этого периода, в 365,25 дней (каллиппов год), то Великий Год Аристарха равен 270 саросам, или {\displaystyle 270\times 223} синодических месяцев, или 1778037 дней. Вышеупомянутое значение аристархова года (по Цензорину) составляет в точности {\displaystyle 365+(1/4)+(3/4868)} дней.
Одним из наиболее точных определений синодического месяца (среднего периода смены лунных фаз) в древности было значение (в шестидесятеричной системе счисления, использовавшейся древними астрономами) {\displaystyle M=29} дней {\displaystyle 31'50''08'''20''''}. Это число было положено в основу одной из теорий движений Луны, созданной древневавилонскими астрономами (так называемой Системы B). Д. Роулинз привёл убедительные аргументы в пользу того, что это значение длины месяца также было вычислено Аристархом по схеме
{\displaystyle M={\frac {1778037}{223\times 270}}} дней, где 1778037 — это Великий Год Аристарха, 270 — количество саросов в Великом Году, 223 — количество месяцев в саросе.
«Вавилонское» значение {\displaystyle M} получается, если предположить, что Аристарх сначала разделил 1778037 на 223, получив 7973 дня 06 часов 14.6 минут, и округлил результат до минут, далее разделил 7973 дня 06 часов 15 минут на 270. В итоге такой процедуры как раз и получается в точности величина {\displaystyle M=29} дней {\displaystyle 31'50''08'''20''''}.
Измерение продолжительности года Аристархом упоминается в одном из документов ватиканской коллекции древнегреческих манускриптов. В этом документе имеется два списка измерений длины года древними астрономами, в одном из которых Аристарху приписано значение продолжительности года в {\displaystyle Y_{1}=365{\frac {1}{4}}\,20'60\ 2'} дней, в другом — {\displaystyle Y_{2}=365{\frac {1}{4}}\,10'4'} дней. Сами по себе эти записи, как и другие записи этих списков, выглядят бессмысленными. Видимо, древний переписчик допустил ошибки при копировании более древних документов. Д. Роулинз предположил, что эти числа в конечном итоге являются результатом разложения неких величин в непрерывную дробь. Тогда первое из этих значений оказывается равным
{\displaystyle Y_{1}=365+{\frac {1}{4+{\frac {1}{20+{\frac {2}{60}}}}}}=365+{\frac {1}{4}}-{\frac {15}{4868}}} дней,
второе —
{\displaystyle Y_{2}=365+{\frac {1}{4-{\frac {1}{10-{\frac {1}{4}}}}}}=365+{\frac {1}{4}}+{\frac {1}{152}}} дней.
Появление в величине {\displaystyle Y_{1}} значения продолжительности Великого Года Аристарха свидетельствует в пользу правильности этой реконструкции. Число 152 также связывается с Аристархом: его наблюдение солнцестояния (280 г. до н. э.) имело место ровно 152 года после аналогичного наблюдения афинского астронома Метона. Величина {\displaystyle Y_{1}} примерно равна продолжительности тропического года (периоду смены времён года, основе солнечного календаря). Величина {\displaystyle Y_{2}} очень близка к продолжительности сидерического (звёздного) года — периоду вращения Земли вокруг Солнца. В ватиканских списках Аристарх оказывается хронологически первым астрономом, для которого приведено два различных значения продолжительности года. Эти два вида года, тропический и сидерический, не равны друг другу ввиду прецессии земной оси, согласно традиционному мнению открытой Гиппархом примерно через полтора столетия после Аристарха. Если реконструкция ватиканских списков по Роулинзу правильна, то различие между тропическим и сидерическим годами было впервые установлено Аристархом, которого и следует в этом случае считать первооткрывателем прецессии.

### Другие работы
Аристарх является одним из основоположников тригонометрии. В сочинении «О размерах и расстояниях…» он доказывает, в современных терминах, неравенство
{\displaystyle {\frac {\sin \alpha }{\sin \beta }}<{\frac {\alpha }{\beta }}<{\frac {{\text{tg}}\,\alpha }{{\text{tg}}\,\beta }},}
где α и β два острых угла, удовлетворяющих неравенству β < α.
По Витрувию, Аристарх усовершенствовал солнечные часы (в том числе изобрёл плоские солнечные часы). Аристарх занимался также оптикой, полагая, что цвет предметов возникает при падении на них света, то есть что краски в темноте не имеют цвета. Полагают, что он ставил опыты по определению разрешающей способности человеческого глаза.
Современники осознавали выдающееся значение трудов Аристарха Самосского: его имя неизменно называлось в числе ведущих математиков Эллады, сочинение «О величинах и расстояниях Солнца и Луны», написанное им или одним из его учеников, попало в обязательный список произведений, которые должны были изучать начинающие астрономы в Древней Греции, его труды широко цитировались Архимедом, по всеобщему мнению, величайшим учёным Эллады (в дошедших до нас трактатах Архимеда имя Аристарха упоминается чаще, чем имя какого-либо другого учёного).

## Память
В честь Аристарха названы лунный кратер, астероид ((3999) Аристарх), а также аэропорт на его родине — острове Самос.